# Autoroute A 85
Die Autoroute A 85 ist eine französische Autobahn, die in Corzé beginnt und in Vierzon endet. Sie hat eine Gesamtlänge von 205 km.

## Geschichte
- 10. Januar 1997: Eröffnung Corzé – Vivy (A 11 – Abfahrt 3)
- 1. Oktober 1997: Eröffnung Vivy – Bourgueil (Abfahrt 3 – 4)
- 31. Oktober 2001: Eröffnung Villefranche-sur-Cher – Theillay (Abfahrt 14 – A 71)
- 25. Februar 2002: Eröffnung Druye – Joué-lès-Tours (Abfahrt 9 – Périphérique de Tours)
- 28. April 2003: Eröffnung Cinq-Mars-la-Pile – Druye (Abfahrt 7 – 9)
- 12. Dezember 2003: Eröffnung Villefranche-sur-Cher – Saint-Romain-sur-Cher (Abfahrt 14 – 12)
- 29. Januar 2007: Eröffnung Bourgueil – Cinq-Mars-la-Pile (Abfahrt 4 – 7)
- 18. Dezember 2007: Eröffnung Druye – Saint-Romain-sur-Cher (Abfahrt 9 – 12)

## Großstädte an der Autobahn
- Vierzon
- Tours